# Cromeleque de Amantes 1
O Cromeleque de Amantes 1 consiste num conjunto de sete menires situado no município de Vila do Bispo, na região do Algarve, em Portugal.

## Descrição e história
Este monumento é composto por sete menires do período neo-calcolítico, dispostos numa planta em forma de elipse, orientada de nascente para poente, e com cerca de 35 m no eixo maior, e 26 m no eixo menor. Os menires foram esculpidos em calcário de tons brancos, e possuem uma forma subcónica ou cilíndrica, tendo entre 0,62 m e 3,70 m de altura. Alguns dos exemplares estão fragmentados. Destaca-se um dos menires devido à presença de elementos decorativos de forma ondulada ou serpentiforme. Situa-se no alto de uma colina, a 55 m de altitude, nas imediações da ribeira da Zorreira, a cerca de 250 m do conjunto residencial do Monte dos Amantes, e a 1,8 Km da sede do concelho. No interior do cromeleque foram descobertos várias peças datadas de 3500 a 2800 a.C., correspondente ao período de transição entre o final do Neolítico e os princípios do Calcolítico, composto por machados, enxós, mós, líticos lascados, que pode testemunhar a utilização do local como um habitat. O conjunto foi identificado e estudado pelo arqueólogo Mário Varela Gomes na década de 1970.
A cerca de 100 m de distância, no sentido nascente, situa-se o Cromeleque de Amantes 2, e nas imediações encontra-se o sítio arqueológico de Amantes, onde foram recolhidos machados mirenses e indústrias sobre seixos, provavelmente do período paleolítico.
O Cromeleque de Amantes 1 faz parte de um grupo de monumentos pré-históricos, conhecido como Conjunto de menires de Vila do Bispo, que também inclui as estruturas da Pedra Escorregadia, Casa do Francês, Amantes II e Cerro do Camacho. O processo para a classificação do grupo dos menires da Vila do Bispo iniciou-se com uma proposta de 6 de Dezembro de 1979 por parte do Serviço Regional de arqueologia da Zona Sul, e em 6 de Junho de 1983 a Comissão Nacional Provisória de Arqueologia emitiu um parecer onde apoiou a sua classificação como Imóvel de Interesse Público. O despacho de homologação foi emitido em 6 de Julho de 1983, pelo Secretário de Estado da Cultura. Porém, o processo ficou em suspenso até Setembro de 2010, quando a directora regional de cultura do Algarve, Dália Paulo, anunciou que tinha intenções de concluir a classificação de dezassete imóveis da região até ao final do ano, que já tinham sido homologados como de Interesse Público ou nacional, mas que faltava ainda o parecer final do Instituto de Gestão do Património Arquitectónico e Arqueológico, e a sua publicação em Diário da República. Entre os vários monumentos que iriam ser abrangidos por esta medida incluiam-se os cromeleques de Amantes 1 e 2. Esta decisão foi apoiada pelo presidente da Câmara Municipal de Vila do Bispo, Adelino Soares, que considerou que iria desenvolver «o valor megalítico do concelho», tendo igualmente informado que naquela altura estavam a serem inventariados outros agrupamentos de menires pelos serviços do município e pela Direcção Regional de Cultura, e que no futuro poderia ser organizado um roteiro megalítico, caso fossem melhorados os acessos.

## Leitura recomendada
- VICENTE, Eduardo Prescott; MARTINS, Adolfo António da Silveira (1979). «Menires de Portugal». Ethnos (8). Lisboa. p. 107-138